# Goodrich Corporation
La Goodrich Corporation, precedentemente B.F. Goodrich Company, era un'azienda manifatturiera americana con sede a Charlotte, nella Carolina del Nord. Fondata ad Akron, nell'Ohio nel 1870 come Goodrich, Tew & Co. da Benjamin Franklin Goodrich, il nome della società fu cambiato in "BF Goodrich Company" nel 1880, in BFGoodrich negli anni '80 e in "Goodrich Corporation" nel 2001. Originariamente un'azienda produttrice di gomma nota per gli pneumatici per autoveicoli, la società ha diversificato le sue attività produttive nel corso del ventesimo secolo e nel 1986 ha venduto le sue attività di pneumatici per concentrarsi su altre sue attività, come l'industria aerospaziale e chimica. Il marchio BF Goodrich continua ad essere utilizzato da Michelin, che ha acquisito l'attività di produzione di pneumatici nel 1988. In seguito all'acquisizione da parte di United Technologies, Goodrich è entrata a far parte di UTC Aerospace Systems.

## Storia

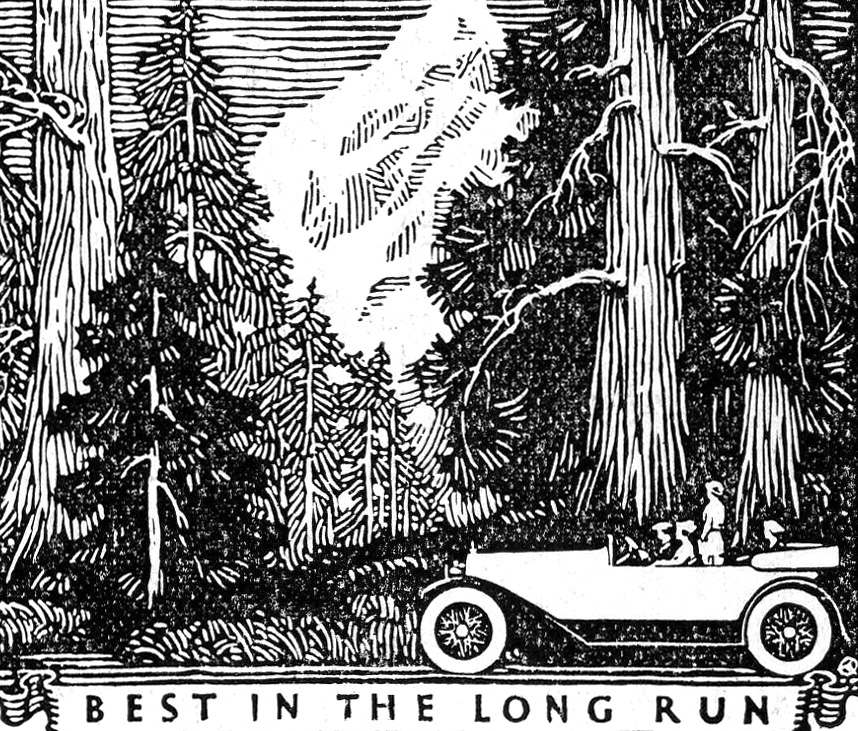
1920 pubblicità per pneumatici Goodrich Silvertown

Nel 1869 Benjamin Goodrich acquistò la Hudson River Rubber Company, una piccola impresa a Hastings-on-Hudson, New York. L'anno seguente Goodrich accettò un'offerta di $ 13.600 da parte dei cittadini di Akron, Ohio, per trasferirvi la sua attività.
La società è cresciuta fino a diventare uno dei maggiori produttori di pneumatici e gomma al mondo, aiutato in parte dalla fusione del 1986 con Uniroyal (ex United States Rubber Company). 
Questa linea di prodotti è stata venduta a Michelin nel 1988 e la società si è fusa con Rohr (1997), Coltec Industries e TRW Aeronautical Systems (precedentemente Lucas Aerospace) nel 2002. La vendita della divisione di specialità chimiche e la successiva modifica al nome attuale sono state completate. 
Nel 2006, le vendite della società sono state di $ 5,8 miliardi, di cui il 18%, il 16% e il 12% dei ricavi totali sono stati contabilizzati rispettivamente dal governo degli Stati Uniti, Airbus e Boeing.
Sebbene BF Goodrich sia un marchio popolare di pneumatici, la Goodrich Corporation è uscita dal settore degli pneumatici nel 1988. Il settore degli pneumatici e l'uso del nome sono stati venduti a Michelin. Prima della vendita alla Michelin, Goodrich gestiva la televisione e le pubblicità stampate che mostravano un cielo blu vuoto, per distinguersi dalla simile compagnia di pneumatici Goodyear. La tag line era: "Vedi quel dirigibile in cielo? Siamo gli altri ragazzi!" 
A volte la compagnia era confusa con il signor Goodwrench poiché i due cognomi erano simili, specialmente quando gli pneumatici B.F. Goodrich erano presenti su molte auto e camion della General Motors.